# Фань Куан
Фань Куан (范寬, 990 — 1020) — один з провідних майстрів пейзажного живопису — шань-шуй хуа («живопис гір і вод») часів династії Сун.

## Життєпис
Народився у 990 році в область Хуаюань (сучасний повіт Яосянь, провінція Шеньсі). Походив з давньої родини служилих інтелігентів. Фань Куан отримав професійну художню освіту в Академії живопису (Хуа-юань), де навчався у Лі Чена. Але, закінчивши Академію, він ніколи більше не повертався на службу, віддавши перевагу офіційній кар'єрі життя «вільного художника». У різні роки свого життя він то жив відлюдником, то мандрував по гористій місцевості середньої течії Хуанхе. Помер у 1020 році.

## Творчість
Вважається, що Фань Куан наважився кинути негласний виклик академічній школі. Поставивши під сумнів доцільність копіювання робіт минулих майстрів, він наполягав на тому, що, тільки занурюючись в природу, споглядаючи уявним поглядом, можна осягнути таємниці живописного мистецтва. За переказами, він цілими годинами нерухомо сидів, медитував і вдивлявся в відкриваються йому картини природи. Але, формально не належачи академічним колам і опротестовуючи офіційну мальовничу традицію, Фань Куан, тим не менш, працював у властивому цій школі так званому «панорамно—монументальному» пейзажі.
На близькість творчості Фань Куана до академічної пейзажної школи вперше чітко вказав Го Жосюй, автор трактату з історії живопису «Туху цзянь вень чжи» ("Записки про живопис: що бачив і чув "). У цьому трактаті Фань Куана зараховано (спільно з Гуань Туном і Лі Ченом) до когорти саньцзя — «трьох великих майстрів», які в науковій літературі найчастіше називаються «Трьома великими пейзажистами Х століття» і з чиєю творчістю як раз і співвідноситься формування зазначеного пейзажного стилю.
Справедливість слів Го Жосюя стосовно внутрішньої експресії і зовнішній досконалості картин Фань Куана підтверджується копіями його творів, в першу чергу, сувоями «Сі шань сін люй ту» («Подорожні серед гір і струмків» 206,3х103 206,3, 3 см, шовк, туш. Національний палацовий музей, м. Тайбей) і «Сюе цзин хань лин ту» («Засніжений ліс» 193,5х160, 3 см, шовк, туш, фарби. Муніципальний музей мистецтв, м.Тяньцзінь). Перший з названих сувоїв вважається найбільш близьким до справжньої манери Фань Куана. На передньому плані, у нижньому краю картини розташована химерної форми кам'яна брила, яку огинає стежка, що біжить уздовж річки і губиться в гаю. Біля самої води, праворуч помітні фігурки подорожніх, що поспішають, трохи вище, з-за дерев, видніються дахи храмів. Відразу за переднім планом прямовисною стіною височіє гора, зображення якої займає три чверті висоти полотна: вона така велика, що не вміщується на сувої і зрізана його бічними краями. Кам'яні уступи вершини і її схили вкриті заростями чагарнику, стрімкі кручі розсічені струменями водоспаду, який обволікує бризками підставу гори і розливається річковим потоком на передньому плані. Усі плани композиції об'єднані «висотною» точкою зору, що дає можливість художнику показати вершину, даху храму і фігури подорожніх, поєднуючи погляд «з висоти пташиного польоту» з іншими точками зору. Завдяки цьому глядач одночасно мовби виявляється стоячим перед нагромадженням каменів ближнього плану, звідки відкривається закрут потоку і (побачений цього разу знизу) невеликий гай поблизу центру сувою. Композиція картини гармонійна завдяки тонко знайденій майстром рівноваги світлих і темних ділянок зображення. Цей же прийом використано у сувої «Засніжений ліс», в якому обігрується контраст темної «стіни» гірського масиву і білизна сніжного покриву. Передній план у цьому випадку становить замерзла поверхня річки, що створює ефект «розімкнутого» простору. На дальньому від глядача березі засніжені валуни сусідять з гаєм вікових дерев з оголеними гілками, за гаєм (на середньому плані) здіймається вкрита снігом гора з храмом на вершині. Задній план займає вражаюча панорама темних гір, утворена зникаючими вдалині грандіозними списами.
Подібно Лі Чену, Фань Куан вдавався до нових прийомів й технік: при зображенні фактури гірських форм (брил, стрімчаків) він використовував особливі текстурні мазки, що отримали згодом образну назву «борозни від ударів великої сокири» (дафупі-цунь). Передаючи атмосферну середу і сніг він накладав 6—7 шарів тушевой розмивки. Так, гори і валуни у полотні з Національного палацового музею написані густий тушшю, точками і штрихами, у малюнку бризок і туману над водою — обіграний природний колір шовкового тла, доповнений деталями, виконаними темною тушшю.